# Мария Архипова
Мария Архипова (на руски: Мария Архипова) е руска метъл певица и мултиинструменталист. Най-известна като вокал и основен композитор на група Аркона. Творческият ѝ псевдоним е Masha Scream. В миналото е била вокалистка на групите Slavery и Nagrathrond.

## Биография
Родена е на 9 януари 1983 г. в Москва. Първите ѝ изяви са с пауър метъл групата Slavery през 2000 г. През 2002 г. се присъединява към група Nagrathrond, свиреща блек метъл. С Nagrathrond записва албума „Неизбежность“. Същата година създава паралелен проект, насочен към фолк метъла под името „Гиперборея“. Скоро обаче проектът сменя името си на Аркона.
През декември 2002 г. Аркона записва демо-албум с 3 песни. През лятото на 2003 г. първата формация на групата се разпада. Тогава Архипова решава да реализира дебютния албум на групата сама, като в записите участват музикантите от Nagrathrond. Мария композира целия албум „Возрождение“, който излиза на бял свят през 2004 г. От лятото на 2005 г. Аркона функционира като група с постоянен състав и пристъпва към записите на албума „Во славу великим“.
През 2007 г. Аркона прави пробив на европейската сцена с албума „От сердце к небу“, съчетаващ дет метъл, блек метъл, балади и типичният за групата фолк стил. Разнообразните вокали на Мария правят впечатление и през 2008 г. групата подписва договор с германската компания Napalm Recods. През лятото на 2009 г. излиза албумът „Гой, роде, гой“, в чийто записи участват над 40 музиканта. Албумът е представен с европейско турне.
В този период Архипова участва като гост-вокалист в песни на групите Alkonost, Ancestral Volkhves, Rossomahaar и Сварга.
След издаването на албума „Слово“ през 2011 г. Аркона изнасят 36 концерта в САЩ, Канада и Мексико. На следващата година групата празнува своето десетилетие, като концертите са с участието на хор и струнен квартет. Впоследствие Мария обаче се отказва от тази идея, като в албума „Явъ“ на преден план са нейните вокални способности на фона на мрачни епически инструментали, а темите описват света около нас.
През 2018 г. излиза албумът „Храм“, който е представен в цяла Европа, включително и с концерт в България.
Омъжена е за китариста на Аркона Сергей „Лазар“ Атрашкевич, от когото има 2 деца.

## Дискография

### Nagrathround
- Неизбежность (2004)

### Аркона
- Русь (2002)
- Возрождение (2004)
- Лепта (2004)
- Во славу великим (2005)
- От сердца к небу (2007)
- Гой, роде, гой! (2009)
- Слово (2011)
- Явъ (2014)
- Кхрамъ (2018)